# Aydınpınar, Mudanya
Aydınpınar là một xã thuộc quận Mudanya, tỉnh Bursa, Thổ Nhĩ Kỳ. Dân số thời điểm năm 2011 là 653 người.